# Luis Guillermo Guerrero
Luis Guillermo Guerrero Pérez (San Juan de Pasto, 2 de septiembre de 1958) es un abogado y jurista colombiano; se desempeñó como magistrado de la Corte Constitucional de Colombia desde 2012 hasta 2020.

## Trayectoria
Luis Guillermo Guerrero es abogado y especialista en Ciencias Socioeconómicas de la Pontificia Universidad Javeriana de Bogotá. Es magistrado de la Corte Constitucional desde septiembre de 2012 por elección realizada por el Senado de la República de Colombia de terna elaborada por el Consejo de Estado.
Se ha desempeñado como magistrado auxiliar de la Corte Constitucional, asesor jurídico y asistente secretario general de la Federación Nacional de Cafeteros, magistrado auxiliar de la Sala Administrativa del Consejo Superior de la Judicatura, director (e) de la Unidad de Carrera Judicial del Consejo Superior de la Judicatura, secretario general de la Corporación Autónoma Regional para el Desarrollo de Nariño (Corponariño), asesor de la Asamblea Nacional Constituyente de 1991 y asesor jurídico de la Universidad de Nariño.